# Aria dla atlety
Aria dla atlety (en polonès Ària per un atleta) és una pel·lícula psicològica polonesa del 1979 dirigida per Filip Bajon. La història sobre el destí del personatge principal, Władysław Góralewicz, es va inspirar en la biografia del lluitador Stanisław Cyganiewicz i els seus records als rings d'arreu del món.

## Sinopsi
L'acció de la pel·lícula comença a la dècada de 1930, quan Władysław Góralewicz, aficionat a la música d'òpera i al mateix temps antic campió del món de lluita lliure a l'estil francès i lliure americà, presenta la seva impressionant col·lecció de premis a l'òpera. En aquesta ocasió, fa una entrevista i recorda la seva pròpia vida. Juntament amb la seva història, ens remuntem a finals del segle xix, quan Góralewicz, originari de Galítsia, comença a actuar al recinte firal i als circs menors. La seva increïble força, la seva sorprenent elegància de combat i erudició el fan pujar cada cop més a la jerarquia de la lluita lliure.

## Repartiment
- Krzysztof Majchrzak – Władysław Góralewicz
- Pola Raksa – Cecylia
- Bogusz Bilewski – Cyklop Bieńkowski
- Roman Wilhelmi – Bolcio Rogalski
- Wojciech Pszoniak – Siedelmayer, director del circ
- Michał Leśniak – lluitador Specht
- Andrzej Wasilewicz – lluitador Abs
- Czesław Magnowski – germà segon d'Abs
- Wirgiliusz Gryń – Georg Hitzler
- Piotr Skrzynecki – Westman,
- Witold Dederko – ancià del carrer
- Emil Karewicz – Breitkopf
- Ryszard Dembiński – Knapp
- Witold Gruca – coerògraf de Knapp
- Elżbieta Goetel – amiga de Cecylia
- Ryszard Pietruski – cantant de Messalini
- Krzysztof Litwin – amic de Messalini
- Zdzisław Wardejn – capità Popow

## Premis
- Lleó de bronze de Gdańsk al 6è Festival de Cinema de Polònia a Gdańsk - millor debut en direcció - Filip Bajon
- El lleó de bronze de Gdańsk al 6è Festival de Llargmetratges Polonesos a Gdańsk - millor fotografia - Jerzy Zieliński